# 湯姆斯·萊特 (天文學家)
湯姆斯·萊特（英語：Thomas Wright，1711年9月22日—1786年2月25日）是英國天文學家、數學家、儀器製造者、建築師和景觀設計者。他也是第一位描述銀河的形狀和猜測黯淡的星雲是遙遠星系的天文學家。

## 一生和工作
萊特出生於達拉謨郡的拜爾斯格林人，他於1730年在桑德蘭建立了一所學校，並教授數學與航海。稍後，他搬到倫敦，為他多位富有的顧客處理一些專案的工作。他於退休之前，在達拉謨郡的鄉村Westerton建立了一所小天文台。 

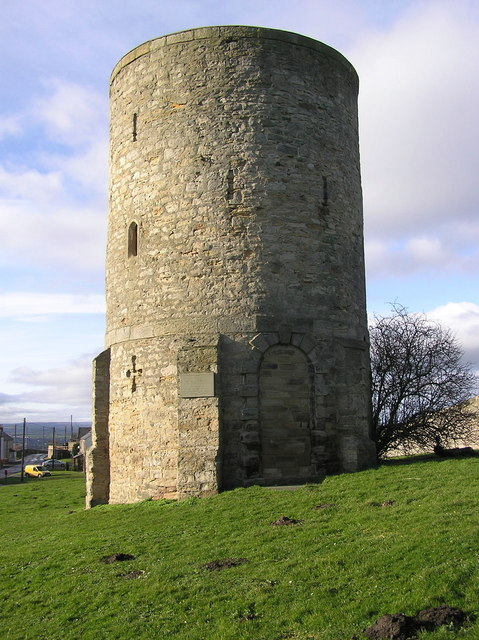
萊特的天文台/在Westerton華而不實

萊特最著名的作品是1750年發表的宇宙起源的新假說，在論文中他解釋銀河的外觀是由於鄰近的恆星聚集與沉浸在平坦的一層所引發的光學現象，這個想法後來在康德的自然通史和天體論中再度被闡述。湯姆斯·萊特的另一個想法，即許多微弱的星雲實際上是遙遠得教人難以置信的星系，也對康德造成了影響。湯姆斯萊特寫道：

|  | ..許多雲狀的光點，剛好能讓我們察覺得到的，是離我們的星空很遙遠的，這些可見的發光空間，沒有一顆恆星或是特定的物體可以讓我們描述得出特徵，所有的能性都被排除在外，所有已知的唯一接觸，都在我們望遠鏡所不能及的遙遠的另一端。 |

萊特強調地球和人類只是龐大的宇宙中為不足到和曇花一現的部分：
：
|  | 在這個偉大的天文創作中，災難的世界，如同我們，或總是紛擾不安的整個世界體系，可能都只是偉大的大自然創作中的一部分，因此我們一生中最常見到意外發生的概率，像是最後的審判日都是經常出現的，甚至做為我們在地球上的生日和必死的命運。 |

## 景觀的設計

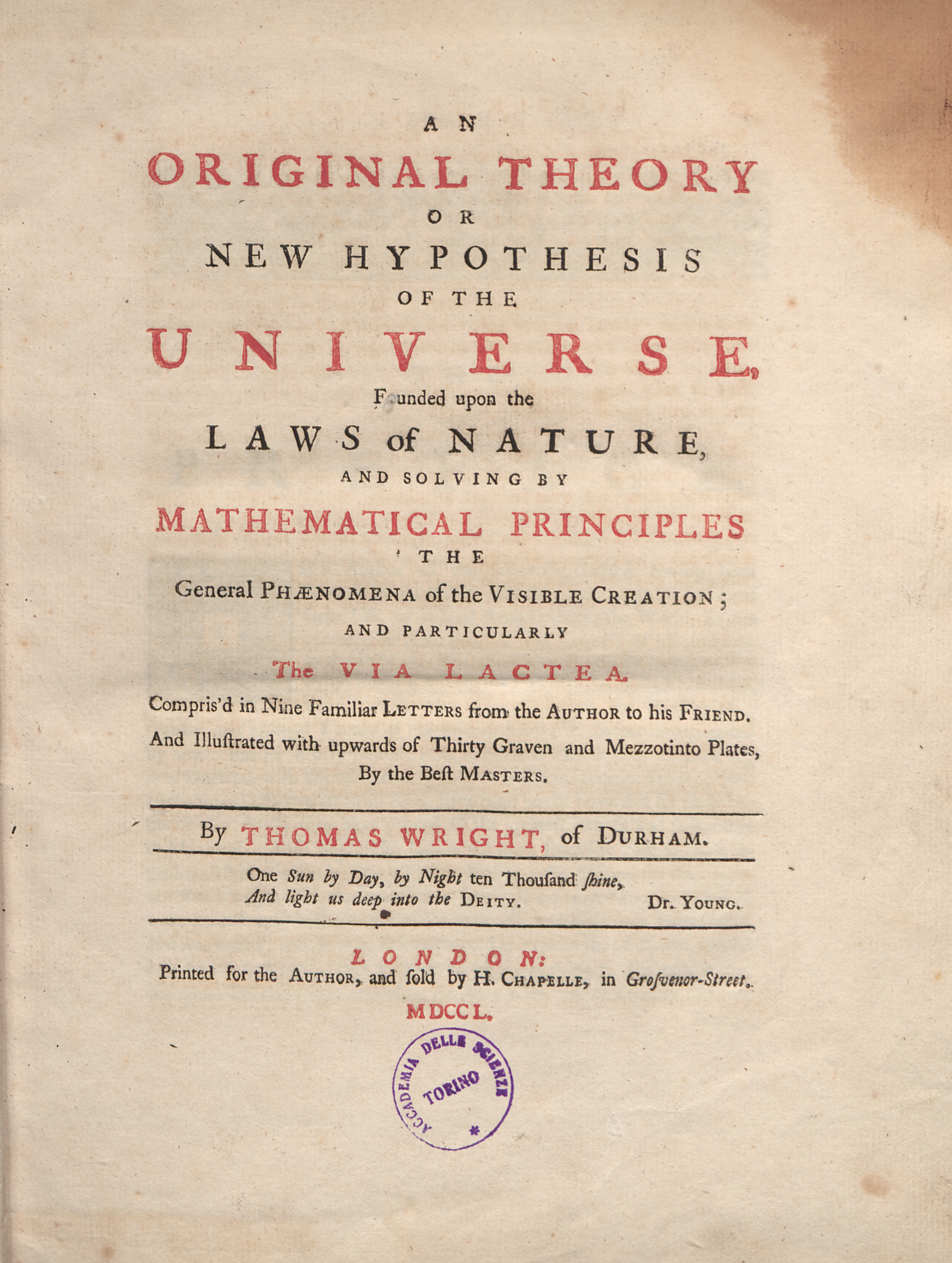
Theory or new Hypothesis of the Universe

萊特曾經向哈利法克斯伯爵貸款建造和取得荷頓的房產。
湯姆斯萊特也貸款擴建他雄偉的太陽系儀，以包括土星在內。